# Bellum omnium contra omnes

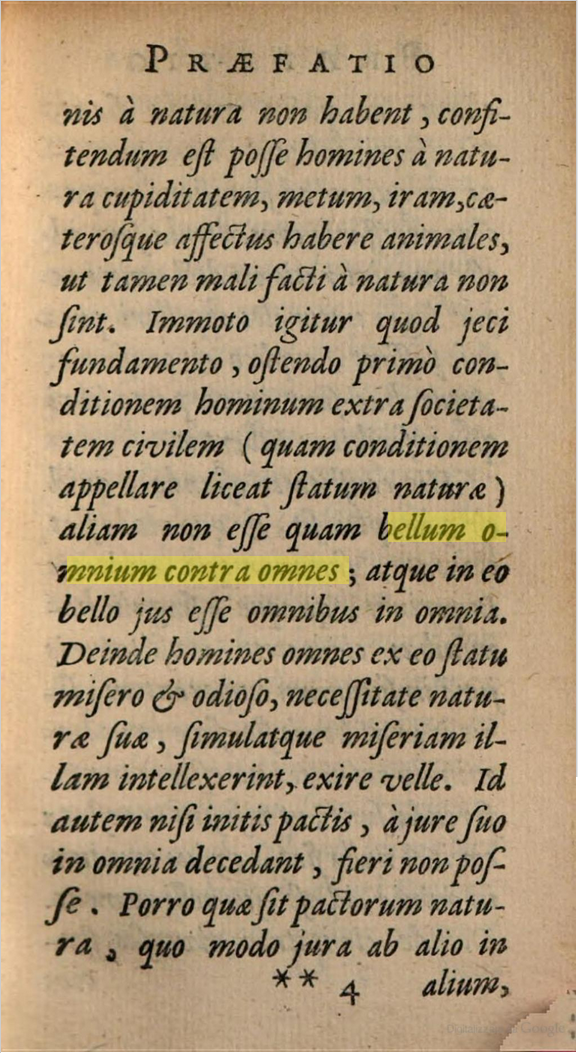
Уривок з праці Томаса Гоббса De cive (відредаговане видання 1647, Амстердам)

Війна всіх проти всіх (лат. Bellum omnium contra omnes) — латинський вираз, який дослівно перекладається, як «війна всіх проти всіх», введений Томасом Гоббсом у його працях De Cive (1642) та «Левіафан» (1651).
Даний вираз описує природний стан суспільства до утворення «суспільного договору» та держави.